# 田口家主
田口 家主（たぐち の やかぬし）は、奈良時代の貴族。姓は朝臣。位階は従五位上。田口三千媛の父。

## 経歴
聖武朝の神亀3年（726年）正月、路虫麻呂・阿倍粳虫・大宅広麻呂・粟田馬養・紀宇美らとともに正六位上から従五位下に昇叙する。天平元年（729年）8月、改元時の叙位として、従五位上に昇っている。
天平2年度（730年）の「大倭国正税帳」に「依（天平元年）六月七日省符、給従五位上田口朝臣家主百斛」とあり、添上郡の正税を100斛支給されたことが見える。

## 官歴
『続日本紀』による。
- 時期不詳：正六位上
- 神亀3年（726年） 正月21日：従五位下
- 天平元年（729年） 8月5日：従五位下